# Riho Nakajima
Riho Nakajima (jap. 中島理帆 Nakajima Riho; ur. 31 stycznia 1978 w Ōsaka-Sayama) – japońska pływaczka synchroniczna, medalistka olimpijska i mistrzostw świata.
W 1996 wzięła udział w letnich igrzyskach olimpijskich w Atlancie, w ich trakcie pływaczka uczestniczyła w rywalizacji zespołów, razem z reprezentantkami swego kraju uzyskała rezultat 97,753 pkt dający brązowy medal. Dwa lata później otrzymała srebrny medal mistrzostw świata w konkurencji drużyn. 